# 67 Dywizja Piechoty (Imperium Rosyjskie)
67 Dywizja Piechoty (ros. 67-я пех. дивизия) – rezerwowa dywizja piechoty Imperium Rosyjskiego, okresu działań zbrojnych I wojny światowej.
Powstała z 22 Dywizji Piechoty z Nowogrodu (1 Korpus Armijny, 2 Armia).

## Struktura organizacyjna
Lipiec 1914:
- dowództwo dywizji
- 265 Wyszniewołocki pułk piechoty
- 266 Poreczeński pułk piechoty
- 267 Duchowszyński pułk piechoty
- 268 Poszechoński pułk piechoty